# Bacino della Molassa

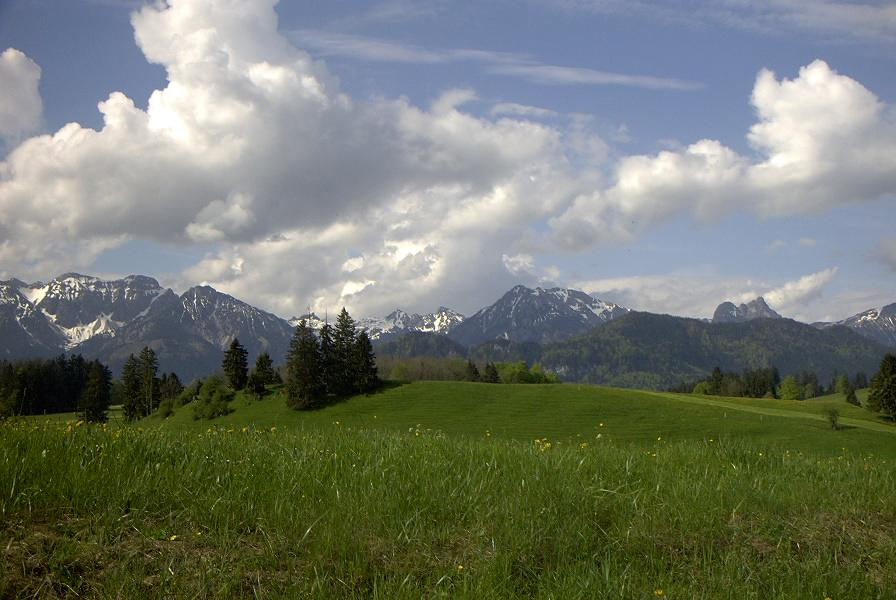
Le Alpi bavaresi si innalzano dalle verdi colline del bacino della Molassa. Le colline sono costituite da letti di molasse, materiali erosionali trasportati dalle montagne circostanti.

Il bacino della Molassa è un bacino di avampaese situato nelle Alpi Nord-orientali, formatosi durante l'Oligocene e il Miocene come risultato della flessione della placca euroasiatica sotto il peso del prisma di accrezione orogenetica delle Alpi che si stavano formando a sud.
In geologia, il termine bacino della molassa viene a volte utilizzato anche in senso più generale per indicare un bacino di avampaese postorogenico, dove si accumulano i sedimenti di demolizione di una catena montuosa.
Il bacino è la località tipo della molassa, una sequenza di materiale conglomerato sedimentario e di arenaria, rimossi per erosione dalle montagne in formazione.

## Caratteristiche
Il bacino della Molassa si estende per una lunghezza di oltre 1000 km lungo l'asse alpino tra Francia, Svizzera, Germania e Austria. Il confine occidentale è in corrispondenza del Lago di Ginevra dove gli affioramenti hanno un'ampiezza di appena 20 km, mentre proseguendo verso nordest il bacino diventa più ampio.
Fa da basamento all'altipiano svizzero e raggiunge la massima ampiezza (circa 130 km) nel vasto settore bavarese delle Alpi Nord-orientali. Da Amstetten a Sankt Pölten il bacino si riduce a una stretta striscia larga appena 10 km, oltrepassata la quale riprende ad ampliarsi in direzione est. A nord del fiume Danubio si connette con il bacino di Vienna e più a est con il bacino Pannonico.
L'area di affioramento della molassa è divisa in due parti: la zona della molassa subalpina e la zona della molassa di avanfossa. In quest'ultima i sedimenti sono relativamente indisturbati, mentre nella zona subalpina i letti sono spesso inclinati, piegati o in sovrascorrimento tra loro.